# مهاباد

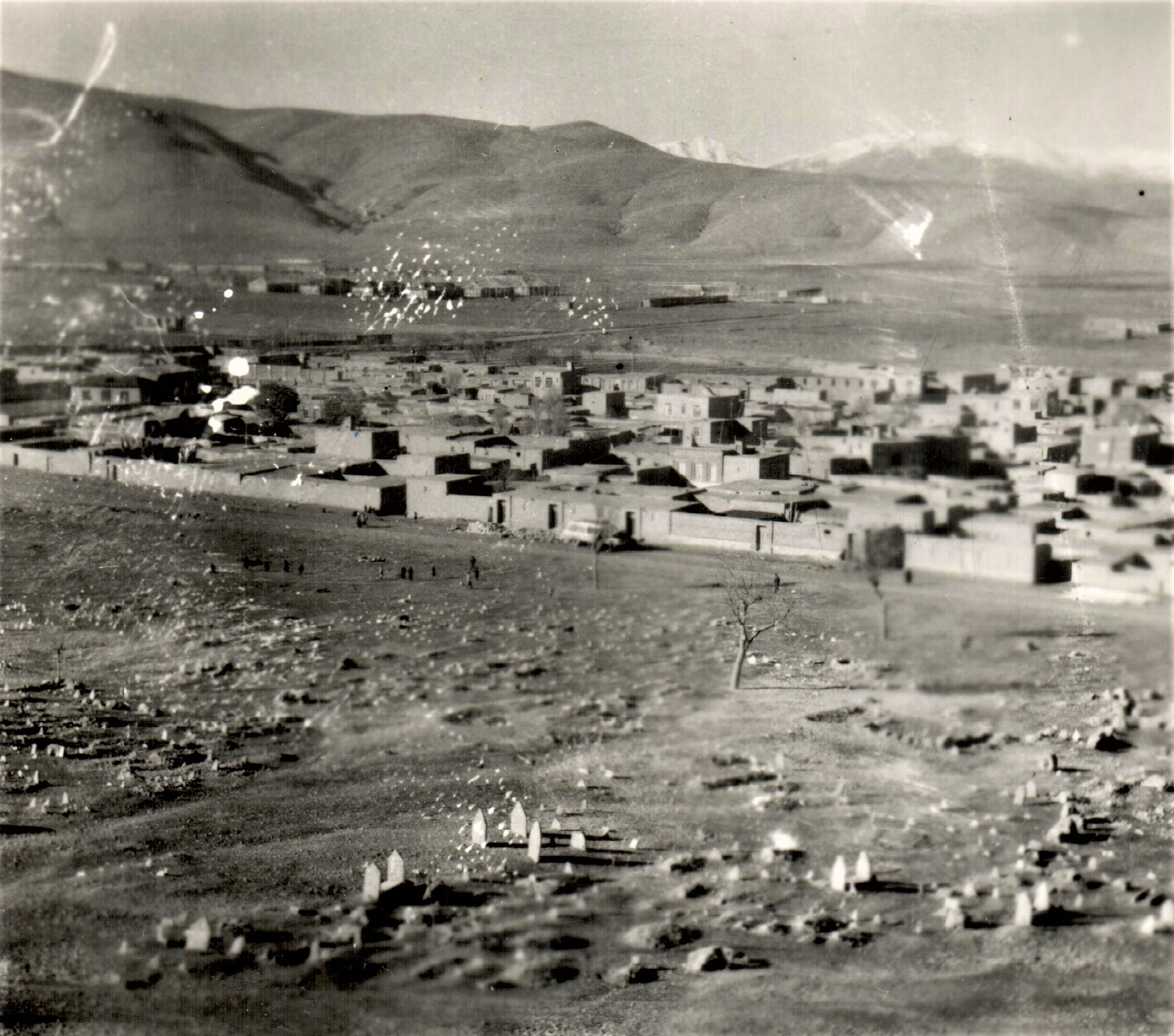
مهاباد- 1959

مهاباد (بالكردية: مەهاباد، Mehabad‏) مدينة وعاصمة مقاطعة مهاباد، محافظة أذربيجان الغربية، في شمال غرب إيران. بلغ عدد سكانه 168,000 نسمة عام 2006. تقع المدينة جنوب بحيرة أرومية، في وادٍ ضيق، على ارتفاع 1300 فوق مستوى سطح البحر، تعد المدينة مركزاً زراعياً غنياً.
المدينة متصلة بواسطة الطرق البرية مع تبريز التي تبعد عنها بـ 300 كلم شمالاً، وتبعد عن كل من أرومية ومدينة أربيل في العراق بحوالي 150 كلم. أغلبية سكان المدينة من الكرد، يوجد في المدينة أيضًا جامعة. تعد المدينة رمزاً وطنياً بالنسبة للأكراد، فقد كانت عاصمة لجمهورية مهاباد في عام 1945، ولكن في 16 ديسمبر 1946، غزتها القوات الإيرانية المدنية. و تشتهر هذه المدينة بصناعة أشهر أنواع السجاد والمنسوجات. و من ابرز من أنجبتهم مدينة مهاباد الشاعر والكاتب الكردي هيمن وهژار وأحمد ترجاني زادة.

## أعلام
- حسين حزني مكرياني
- باران
- وفائي
- هيمن
- أحمد ترجاني زادة
- قاضي محمد
- مصطفى خرمدل، عالم دين إيراني.